# Europese weg 001
De Europese Weg 001 of E001 is een 160 kilometer lange weg in het Europese E-routenetwerk die loopt van Tbilisi in Georgië naar Vanadzor in Armenië.

## Algemeen
De Europese weg 001 is een Klasse B-verbindingsweg en verbindt het Georgische Tbilisi met het Armeense Vanadzor en komt hiermee op een afstand van ongeveer 160 kilometer. De route is door de UNECE vastgelegd als Tbilisi - Bagratasjen - Vanadzor, en vormt de belangrijkste Georgisch-Armeense grensroute. De route bestaat voornamelijk uit tweebaans autowegen. 
Het noordelijke deel van de E001 tussen Tbilisi en het Georgische Marneoeli valt samen met de E117. In Marneoeli splitst de E001 af en kruist de Georgisch-Armeense grens even ten zuiden van de Georgische grensplaats Sadachlo, om bij het Armeense Vanadzor weer aan te sluiten op de E117 bij de Armeense stad Vanadzor.

## Nationale wegen
De E001 loopt over de volgende nationale wegen:
| Nummer  | Tracé               |
| Georgië | Georgië             |
| ------- | ------------------- |
| ს4      | Tbilisi             |
| ს6      | Tbilisi - Marneoeli |
| ს7      | Marneoeli - Armenië |
| Armenië |                     |
| Մ6      | Georgië - Vanadzor  |

## Overzicht
Een overzicht van het E-routenetwerk in de Zuidelijke Kaukasus.